# Miguel Szilágyi
El conde Miguel Szilágyi de Horogszeg (en húngaro: Szilágyi Mihály) (ca. 1400-Constantinopla, 1460), Comandante de los ejércitos medievales húngaros y regente del Reino de Hungría (1458). Tío materno del rey húngaro Matías Corvino.

## Biografía
Miguel Szilágyi nació hacia 1400 como hijo de Ladislao Szilágyi y de Katalina Bellyéni, quienes habían comenzado su ascenso a la alta nobleza bajo el reinado de Segismundo de Hungría. Miguel inició su carrera militar a temprana edad, convirtiéndose pronto en un hábil guerrero perteneciente a una de las familias húngaras más poderosas de la región de Transilvania. En 1432 su hermana Isabel Szilágyi contrajo matrimonio con el famoso comandante militar Juan Hunyadi, lo cual acercó a las dos familias a tal punto que prácticamente se fusionaron, teniendo bajo su control numerosas propiedades dentro del reino húngaro. Por otra parte, Miguel Szilágyi desposó a Margarita Báthory hacia 1440 (matrimonio del cual se sabe que nacieron varios hijos, pero ninguno alcanzó la edad adulta). Otra hermana de Miguel, Sofía Szilágyi se casó con Juan Geréb, vaivoda de Transilvania, quienes fueron padres del futuro influyente obispo y arzobispo Ladislao Geréb.
En 1444 se libró la batalla de Varna, donde el joven rey Vladislao I de Hungría luchó contra los turcos otomanos junto con Juan Hunyadi y Szilágyi. Este enfrentamiento bélico resultó un total fracaso, muriendo el rey y apenas consiguiendo escapar Szilágyi y su cuñado Juan Hunyadi. Tras la muerte del rey, el heredero al trono húngaro, el desplazado Ladislao el Póstumo, de sólo 4 años de edad, pasó a ser el nuevo soberano del reino, y Juan Hunyadi se convirtió en el regente.

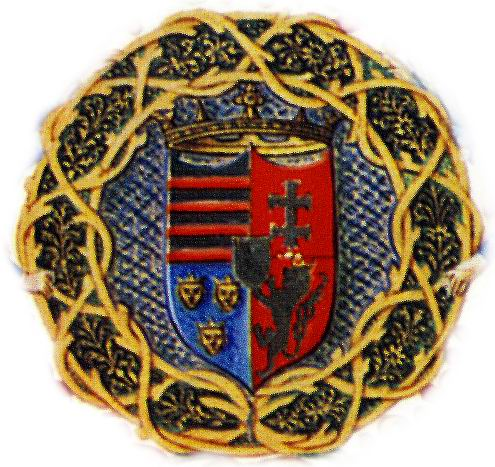
Escudo de Armas del regente Miguel Szilágyi (Los detalles en color negro eran originalmente plateados, pero con el paso de los siglos se oxidaron hasta quedar en el color actual).

Para 1456 Miguel Szilágyi mandaba el ejército húngaro en la ciudad de Belgrado. De esta manera tuvo un papel protagónico durante el Sitio de Belgrado junto con Juan Hunyadi y otros nobles húngaros para defenderla de los turcos otomanos invasores, conflicto que sucedió ese mismo año. Luego de que los húngaros obtuvieran la victoria en la batalla, Hunyadi falleció por una enfermedad en su campamento, quedando entonces Szilágyi como uno de los nobles más influyentes del reino, y comenzó con las labores de reconstrucción en la ciudad de Belgrado. El joven rey Ladislao el Póstumo, que ahora contaba 16 años de edad, se vio forzado a ceder ante los nobles húngaros que controlaban gran parte del reino, por lo que le nombró Ban de Moesia (1457-1458). El joven rey Ladislao describió a Szilágyi como un hombre de personalidad violenta e indomable, un verdadero hombre renacentista.

### En la liga de los Hunyadi
Tras la muerte de Juan Hunyadi en 1456, su hijo mayor Ladislao Hunyadi se convirtió en el jefe de familia y administrador de los feudos y propiedades, lo que se conoce como la Liga Hunyadi. A consecuencia de la intromisión de Ulrico II de Celje, tío del joven rey, pronto comenzó a ejercer una enorme influencia sobre el monarca afectando sus decisiones a su conveniencia. Ladislao Hunyadi no estaba dispuesto a tolerarlo, y por ello el 8 de noviembre de 1456 llamó al rey a la ciudad de Belgrado para discutir el nuevo orden de poder en el reino tras la muerte del regente Juan Hunyadi. Szilágyi acompañó a su sobrino Ladislao Hunyadi y desempeñó un importante papel en la siguiente serie de acontecimientos. La guardia personal de Ladislao Hunyadi arrestó al rey y a Celje inmediatamente después de entrar en el castillo en Belgrado, y tras un intercambió de palabras, Celje fue asesinado.
El rey fue conducido a la ciudad de Buda, donde se le hizo jurar que no tomaría venganza contra Ladislao Hunyadi por el asesinato de Celje, pero una vez en su corte y rodeado de sus nobles lo hizo arrestar. En 1457 Ladislao Hunyadi fue ejecutado públicamente por decisión de Nicolás Újlaki, Ladislao Garai y el rey Ladislao el Póstumo, a pesar del inminente estallido de una posible guerra civil propiciada por los partidarios de los Hunyadi descontentos por la muerte del jefe de familia.
Precisamente ocurrió de esta forma, y fue entonces Miguel Szilágyi el que quedó a la cabeza de las propiedades de los Hunyadi-Szilágyi, y como comandante de los ejércitos y nobles de sus partidarios. Szilágyi condujo entonces una guerra civil contra el poder real, que quedó cada vez más debilitado a pesar de sus esfuerzos por detener los ejércitos rebeldes con la ayuda del general mercenario Jan Jiskra.
Mientras tanto Szilágyi derrotó a un ejército del gran visir turco Mohamed que estaba saqueando en Belgrado, pero aún a finales de 1457 (según algunos ya en 1456) estuvo en peligro de muerte: el déspota de Serbia, Đurađ Branković, en parte por problemas de propiedades y feudos, y por otra por la muerte de Ulrico II de Celje (atribuida por conveniencia a Szilágyi) quiso cobrar venganza de él.
Cuando Miguel Szilágyi y su hermano menor, Ladislao Szilágyi, viajaban en un carruaje cerca de la ciudad de Belgrado, las fuerzas de Branković los emboscaron y cayeron sobre ellos. Saltando rápido del carruaje, Miguel consiguió subir a un caballo y huir del lugar, pero su hermano Ladislao Szilágyi murió de inmediato por las heridas recibidas. Ante ello, Miguel no dejó que la muerte de su hermano quedase impune. Un par de días después reunió los ejércitos de la región de Marokny y atacó a Branković, que se hallaba junto al río Száva. Luego de un duro combate, Branković fue vencido por Szilágyi, quien le perdonó la vida y lo liberó, luego de hacerlo renunciar a la posesión de sus tesoros.

### Ascenso al trono húngaro de Matías Corvino
La delicada situación política en el reino de Hungría cada vez fue agudizándose más, lo que motivó al joven rey Ladislao el Póstumo a abandonar suelo húngaro y dirigirse a Praga, donde gobernaba como regente el checo noble Jorge de Podiebrad. Cuando abandonó el reino húngaro, Ladislao se llevó consigo a joven Matías Corvino de 14 años, el hermano menor del ejecutado Ladislao Hunyadi. Tras estar en Praga por varios meses (Matías en calidad de prisionero), el 23 de noviembre de 1457 murió repentinamente el joven rey Ladislao a los 17 años de edad.
Ante esto, Miguel Szilágyi vio la oportunidad idónea de que su sobrino, Matías, el único descendiente vivo de Juan Hunyadi, fuese ungido como rey de Hungría. De esta manera, a comienzos de enero de 1458, se llevó a cabo una asamblea para elegir al rey húngaro en la ciudad de Buda. Szilágyi utilizó eventualmente a muchos de sus militares para persuadir a los nobles Nicolás Újlaki, Ladislao Garai y muchos otros a que escogiesen a Matías (quien aún se encontraba prisionero en Bohemia). La asamblea escogió igualmente a Miguel Szilágyi como regente del reino por un periodo de 5 años, mientras Matías alcanzaba una edad apropiada para gobernar, lo cual era lo cual le permitió acercarse al estrechamente poder central del reino (gobernándolo él mismo). De inmediato Szilágyi viajó al palacio de Buda y tomó el control de manos del Nádor de Hungría Ladislao Garai, en nombre del joven Matías.
Los restos de Ladislao Hunyadi fueron llevados a Gyulafehérvár en Transilvania,  donde fueron enterrados junto a las cenizas de su padre Juan Hunyadi. Igualmente Szilágyi se ocupó de gestionar la liberación de su sobrino, quien llegando desde Praga, se apresuró a retribuirle en señal de agradecimiento entregándole el condado de Beszterce, junto con Radnavölgy, Kolozs y los territorios de Dobokai. Beszterce inicialmente rechazó los ejércitos de Szilágyi, pero tras el primer intento fallido, avanzó nuevamente y tomó la ciudad, tras lo cual asesinó, mutiló y mandó a cegar a muchas personas. 
El rey Matías al enterarse de lo ocurrido se molestó y horrorizado por las masacres cometidas por tu tío en Beszterce, decidió tomar cartas en el asunto. Pero lo que lo motivó definitivamente a enfrentarse a su tío fue el enterarse de una conspiración en su contra que se tramaba en el castillo de Simontornya el 26 de julio de 1458, donde Miguel Szilágyi se había aliado con Ladislao Garai, sintiéndose desplazados del poder por el joven monarca.
Hábilmente el rey llamó ante él a Szilágyi junto al río Tisza donde lo hizo arrestar el 8 de octubre y lo encerró en la fortaleza de Világos. Ante tales acciones de parte de Szilágyi, Matías envió la orden de asesinarlo, las cuales no fueron acatadas por la intervención de los enviados del Papa Pío II.

### Ataque de los turcos otomanos
En agosto del siguiente año, ante la ausencia de Gregorio Lábatlan, comandante húngaro de la fortaleza, el fiel cocinero de Szilágyi y otras tres personas más crearon una revuelta en el castillo difundiendo la noticia de que un ejército turco estaba junto a la edificación. La guardia corrió hacia afuera y solo quedaron junto a la puerta algunos soldados, los cuales fuerond esarmados por el cocinero y varios siervos que apoyaron el levantamiento. Cuando la guardia regresó Szilágyi ya había sido liberado de su celda y protegido pro sus propios soldados y partidarios se apresuró a darle noticias a su sobrino el rey de la nueva situación.
El rey, quien en ese momento también se había enterado del ataque de los turcos, llamó de inmediato a su tío al castillo de Várkony y el 9 de septiembre de 1459 hico las paces con él. De nuevo Szilágyi fue nombrado vaivoda de Transilvania y se le confió la Capitanía General del Sur de Hungría. Esto último significó que él se convertía en el principal comandante de la lucha contra los turcos invasores. De esta manera, Szilágyi imprimió toda su fuerza para consumar esta nueva tarea. Primero reforzó los castillos del Sur del Danubio, luego derrotó junto con Pedro Szokolyi a los ejércitos turcos del comandante Ali que penetraron hasta Futak por el río Száva.
En 1460 selló un nuevo tratado de paz con sus obrino el rey para ratificar el anterior. Tal fue el nivel de compromiso nuevamente alcanzado, que Matías pronto retiró de la corte a 12 nobles que constantemente se oponían a su tío.

### Muerte
Aún en ese mismo año en Serbia, Szilágyi volvió a chocar en el campo de batalla contra el comandante turco Ali, entre los parajes de Szendrő y Posasin. Su pequeño ejército sin embargo pronto fue rodeado por los otomanos, y tras un largo combate, todos inclusive Szilágyi fueron apresados por los turcos. Szilágyi fue llevado a Constantinopla, donde fue decapitado por órdenes del sultán al no querer revelar los puntos débiles de la fortaleza de Belgrado.